# The Narrow Margin
A The Narrow Margin (ismert magyar cím: Hajszál híján)  1952-ben bemutatott bűnügyi thriller Richard Fleischer rendezésében. A forgatókönyvet Martin Goldsmith és Jack Leonard kiadatlan történetéből Earl Felton írta. Martin Goldsmith-t és Jack Leonardot a a legjobb eredeti történet kategóriában jelölték Oscar-díjra.
A filmnek Peter Hyams rendező elkészítette a modernizált változatát Anne Archer és Gene Hackman főszereplésével, Hajszál híján (1990) címmel, a filmet 1990-ben mutatták be.
Egy lelkiismeretes nyomozónak el kell kísérnie egy tanút Los Angelesbe, hogy ott tanúskodjon a bíróság előtt. Azonban a vonaton bérgyilkosok erednek a nyomukba.

## Cselekménye
Walter Brown (Charles McGraw) nyomozó őrmester megbízást kap, hogy kísérje el a maffia vezetőjének özvegyét, Frankie Neallt (Marie Windsor) vonaton Chicagóból Los Angelesbe, hogy ott a nő tanúskodhasson a bíróságon. Brown lekicsinylően beszél a nőről régi barátjának és társának, Gus Forbes-nak (Don Beddoe). Ahogy el akarják hagyni Mrs. Neall házát, a maffia megbízottja, egy bizonyos Densel vár rájuk. Forbes meghal a lövöldözésben, a bérgyilkos elmenekül. A vasútállomáson Brown felfedezi, hogy egy Joseph Kemp (David Clarke) nevű gengszter és előkelő cimborája, Vincent Yost (Peter Brocco) követi őket. A banditák nem alkalmaznak erőszakot, hanem sikertelenül megpróbálják Brownt jelentős összegű pénzzel (25 000 dollár, ami Brown 50 évnyi fizetése) megvesztegetni. Brown és Mrs. Neall kapcsolata csipkelődő. A nő cinikus, de flörtöl Brownnal, ugyanakkor kételkedik abban, hogy Brown meg tudja-e őt védeni.
Brown a vonaton megismerkedik egy vonzó fiatal, szőke nővel, ő Ann Sinclair (Jacqueline White), és fiával, a tízéves, élénk eszű Tommy-val (Gordon Gebbert). Kemp észreveszi őket együtt, és azt gondolja, hogy Ann Sinclair a célpont. Verekszenek Brownnal és kiderül a tévedés. Brown feladja Kempet a túlsúlyos vasúti biztonsági őrnek, Sam Jennings-nek (Paul Maxey), és Mrs. Sinclairhez siet, hogy figyelmeztesse a veszélyre.
Jennings-et leüti Densel és kiszabadítja Kempet. A gengszterek behatolnak Brown kupéjába, és megölik a nőt. Azonban kiderül, hogy a barna hajú nő rendőr volt. Densel az igazi Mrs. Neall-t keresi, és meg is találja, mialatt Brown a kupén kívül reked. Brown egy mellettük megálló vonat ablakán való visszatükröződés alapján az ajtón keresztül rálő Denselre, majd behatolva a helyiségbe lelövi. Kemp leugrik az álló vonatról, de hamarosan letartóztatják. Az igazi Mrs. Neall életben marad.

## Szereposztás
- Charles McGraw – Walter Brown nyomozó őrmester
- Marie Windsor – „Mrs. Frankie Neall”, koronatanú
- Jacqueline White – „Ann Sinclair”
- Gordon Gebert – Tommy Sinclair, Ann Sinclair tízéves fia
- Queenie Leonard – Mrs. Troll
- David Clarke – Joseph Kemp, bérgyilkos
- Peter Virgo – Densel, bérgyilkos
- Don Beddoe – Gus Forbes nyomozó őrmester
- Paul Maxey – Sam Jennings, biztonsági őr a vonaton
- Harry Harvey – jegykezelő a vonaton

## Megjelenése
A film DVD-n 2005. július 5-én jelent meg.

## Fogadtatás
Az amerikai filmkritikusok véleményét összegző Rotten Tomatoes 100%-ra értékelte 8 vélemény alapján.
A kritikusok és filmtörténészek a filmet a film noir klasszikusai között tartják számon. Készítésének idején is jól fogadták, bár nem voltak benne jól ismert sztárok (vagyis az ún. B-filmek közé tartozik).
A The New York Times kritikája szerint: „a kis létszámú, relatíve ismeretlen színészekből álló szereplőgárda ebben a kis költségvetésű RKO-produkcióban a modellje lehetne a filmvásznon szinte tapintható feszültség megteremtésének. Pontos játék, jól megírt történet jellemzik. Ez a szerény megjelenésű film izgalmakat tartogat.”
Dennis Schwartz filmkritikus azt írta róla: „Lélegzetelállító a feszültség ebben a kis költségvetésű bűnügyi thrillerben, amiben hibátlan a rendezés. A gyors tempójú történetben egymást érik a váratlan, szellemes fordulatok... 1990-ben Gene Hackman kiváló alakításával újraforgatták a történetet, de a film nem lett olyan jó, mint az eredeti változat.”

## Díjak, jelölések
Oscar-díj (1953)
- jelölés: legjobb eredeti történet – Martin Goldsmith és Jack Leonard

## Forgatási helyszínek
- Santa Fe Railroad Depot – 1170 W. 3rd Street, San Bernardino, Kalifornia, USA
- Union Station – 800 N. Alameda Street, Downtown, Los Angeles, Kalifornia, USA

## Fordítás
Ez a szócikk részben vagy egészben  a   The Narrow Margin című angol Wikipédia-szócikk fordításán alapul.  Az eredeti cikk szerkesztőit annak laptörténete sorolja fel. Ez a jelzés csupán a megfogalmazás eredetét és a szerzői jogokat jelzi, nem szolgál a cikkben szereplő információk forrásmegjelöléseként.